# Adrián González da Costa
Adrián González da Costa (Lepe, España, 1979) es un poeta y traductor español.

## Biografía
Nació en Lepe, de madre angoleña y padre español, completó los estudios de Filología hispánica en la universidad de Sevilla, donde llevaría a cabo los cursos de doctorado. Tras vivir un tiempo en Portugal, volvió a Andalucía. Es profesor de Lengua castellana y literatura.
Ha publicado tres libros de poesía: Rua dos douradores (2003), premio Adonáis y Ópera prima de la crítica andaluza; Por el sueño afuera (2013), premio internacional de poesía de la universidad de Sevilla; y Blanco en lo blanco.Sonetos (2016), premio internacional Gerardo Diego de la comunidad de Cantabria.
Con un lenguaje de una aparente sencillez y cercanía, muchos de sus poemas parten de situaciones cotidianas para, mediante una reflexión, llegar a una idea universal que el lector puede sentir como propia.
Su primer libro, Rua dos douradores, está escrito en unos endecasílabos blancos donde los recursos estilísticos están diluidos en un lenguaje coloquial que, a primera vista, parece carecer de ellos. Por el sueño afuera, sin embargo, explora nuevos caminos, con otros ritmos (mediante el uso, por ejemplo, de alejandrinos y del verso libre) y un empleo más intenso de las figuras literarias, que se vuelven más patentes. Su tercer libro, Blanco en lo blanco,  reúne lo mejor de los dos anteriores y, en el molde del soneto tradicional, vierte textos de un lenguaje que es, al mismo tiempo, coloquial y tenso y que, en palabras del jurado,  muestra una riqueza conceptual y un despliegue de imágenes sorprendente, uniendo tradición y vanguardia.
La cultura portuguesa está presente en su obra. Se pueden apreciar influencias de los mejores autores del país vecino, desde Camilo Pessanha hasta Eugenio de Andrade, pasando por Antero de Quental, Antonio Nobre, Cesáreo Verde, Mario Sá Carneiro, Fernando Pessoa y Ruy Belo, entre otros.
La mayoría de sus poemas se encuentran traducidos al griego por la artista helena Virginia Chormoviti y han sido publicados en diversas revistas de ese país, entre las que destaca la prestigiosa Porfiras de Corfú.

## Obra poética
- Rua dos douradores, ed. Rialp, Madrid, 2003. ISBN 9788432134333
- Por el sueño afuera, ed. Universidad de Sevilla-Secretariado de publicaciones, Sevilla, 2014. ISBN 9788447215713
- Blanco en lo blanco, ed. El desvelo, Santander, 2016. ISBN 9788494510274

## Inclusión en antologías
- El Sobrehilado 9, Daniel Lebrato , ed. Padilla Libros, Sevilla, 2003 ISBN 9788484342298
- Andalucía poesía joven, Guillermo Ruiz Villagordo, ed. Plurabelle. 2004. ISBN 9788493387105
- Poesía por venir, ed. Renacimiento, Sevilla, 2004. ISBN 9788484721680
- Sexta colección de poesía, ed. Rialp, Madrid, 2004. ISBN 978-8432135231
- Huelva De la A a la Z : un abecedario extractado de poesía onubense, Sergio Fernández López , ed. Diputación provincial de Huelva, 2006. ISBN 9788469014103
- Homenaje a Juan Ramón Jiménez, ed. Diputación provincial de Huelva, 2008.  ISBN 9788481634570
- Aquí y ahora: voces de poesía, ed. Igriega movimiento cultural, 2008. ISBN 9788461224869
- Historia de Adonáis, ed. Rialp. Madrid, 2016. ISBN 9788432146558
- Veinte años de literatura en Andalucía (1994-2014). Los premios Andalucía de la Crítica (en colaboración con Manuel Gahete), ed. Carena, Barcelona, 2014. ISBN 9788416054664.
- Epitafio del fuego : IX Encuentro de Poetas Iberoamericanos : antología en homenaje a José Emilio Pacheco, ed. Edifsa, Salamanca, 2006 ISBN 9788496603127

## Galardones
- Premio Adonáis en 2002, a Rua dos douradores
- Premio Ópera prima de la crítica andaluza en 2003, a Rua dos douradores
- Premio internacional de poesía de la universidad de Sevilla, a Por el sueño afuera
- Premio internacional de poesía Gerardo Diego de Cantabria, a Blanco en lo blanco.

## Traducciones
- Helena Almeida habla con Isabel de Carlos, ed. La fábrica, Madrid, 2007, ISBN 9788492498062
- Jorge Molder habla con Jose Augusto Bragança de Miranda, ed. La fábrica, 2008, Madrid, ISBN 9788492498383